# رينيه أدلر

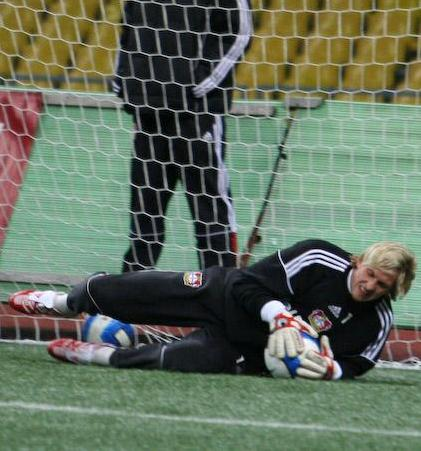
رينيه أدلر

ريني أدلر (بالألمانية: René Adler) من مواليد 15 يناير 1985 في ليبزيغ في ألمانيا ، لاعب كرة قدم ألماني.
يلعب مع نادي باير ليفركوزن منذ عام 2003.إلى 2012
بدأ باللعب مع منتخب ألمانيا لكرة القدم في عام 2008.

## روابط خارجية
- رينيه أدلر على موقع الاتحاد الدولي (مؤرشف)  (الإنجليزية)
- رينيه أدلر على موقع الاتحاد الأوربي (الإنجليزية)
- رينيه أدلر على موقع قاعدة بيانات كرة القدم.إي يو (الإنجليزية)
- رينيه أدلر على موقع بيانات كرة القدم. دي إي (الألمانية)
- رينيه أدلر على موقع ناشيونال فوتبول تيمز (الإنجليزية)
- رينيه أدلر على موقع Soccerway.com (الإنجليزية)
- رينيه أدلر على موقع عالم كرة القدم.نت (الإنجليزية)
- رينيه أدلر على موقع AS.com (الإسبانية)